# Nīr (kommunhuvudort)
Nīr (persiska: نير, شهرستان نير) är en kommunhuvudort i Iran.   Den ligger i provinsen Ardabil, i den nordvästra delen av landet, 400 km nordväst om huvudstaden Teheran. Nīr ligger 1 623 meter över havet och antalet invånare är 4 818.
Terrängen runt Nīr är kuperad åt sydväst, men åt nordost är den platt. Nīr ligger nere i en dal.Runt Nīr är det ganska tätbefolkat, med 139 invånare per kvadratkilometer. Nīr är det största samhället i trakten. Trakten runt Nīr består i huvudsak av gräsmarker.